# 山本金次郎
山本 金次郎（やまもと きんじろう、生年不明 - 元治元年（1864年））は江戸幕府の幕臣、浦賀奉行所の同心。海軍軍人山本安次郎の父。

## 略歴
安政2年（1855年）、伝習生の一期生として長崎海軍伝習所へ派遣される。勝海舟が編纂した『海軍歴史』には伝習生が学ぶべき科目が個人別に記載されており、山本が習得すべきとされた科目は「帆や縄の結び方」で、「帆縫方（セール・メーカー）」要員の職方下士官として伝習を受ける。しかし、後に機関科に転科して勉強に励む。
安政4年（1857年）3月4日、軍艦観光丸の機関士として長崎の海軍伝習所から江戸へ回航。同年5月8日、浦賀奉行所の同僚であった佐々倉桐太郎や浜口興右衛門、岩田平作たちとともに軍艦操練所で機関科の初代教授に就任する（『海軍歴史』）。
万延元年（1860年）、日米修好通商条約の批准書交換のために派遣された咸臨丸に、蒸気方（蒸汽方）として乗船してアメリカに渡る。
文久3年（1863年）正月5日、将軍徳川家茂が海路で上洛することになったことを受けて、与力の中島三郎助たちとともに上洛御用掛に任命され、同月23日には諸組与力格軍艦組出役を命じられる（『新訂臼井家文書』四）。
元治元年（1864年）に死去。
山本の死後、次男の安次郎が連合艦隊機関長や海軍機関中将などを歴任している。